# Water (타일라의 노래)
"Water"는 타일라의 노래이다. 이 곡은 그녀의 데뷔 스튜디오 앨범 《Tyla》의 첫 싱글이다.